# Zosterops eurycricotus
El anteojitos serrano del Kilimanjaro (Zosterops eurycricotus) es una especie de ave paseriforme de la familia Zosteropidae propia de África Oriental. Anteriormente se consideraba como subespecie del anteojitos serrano (Z. poliogastrus).

## Distribución
Se distribuye en las regiones de Arusha, el Kilimanjaro y el monte Meru en el norte de Tanzania.